# Auzon (Bouzanne)
Der Auzon ist ein Fluss in Frankreich, der im Département Indre in der Region Centre-Val de Loire verläuft. Er entspringt im Gemeindegebiet von Montchevrier, entwässert generell in nördlicher Richtung und mündet nach rund 27 Kilometern im Gemeindegebiet von Buxières-d’Aillac als linker Nebenfluss in die Bouzanne.
Bei Cluis überquert ein Eisenbahnviadukt der aufgelassenen Bahnstrecke Argenton-sur-Creuse–La Chaussée das Tal des Flusses.

## Orte am Fluss
(Reihenfolge in Fließrichtung)
- Montchevrier
- Cluis
- Gournay
- Buxières-d’Aillac